# Resiliencia por Israel
Resiliencia por Israel (en hebreo: חוסן לישראל) también Hosen L'Israel es un partido político de Israel fundado en diciembre de 2018 por Benny Gantz Jefe del Estado Mayor de las FDI de 2011 a 2015.
El 21 de febrero de 2019 anunciaron que se unían a los partidos Yesh Atid y Télem para formar una alianza centrista para las elecciones legislativas del 9 de abril de 2019. La coalición se llama Azul y Blanco.

## Posiciones políticas
Entre sus objetivos figuran "el fortalecimiento del Estado de Israel como un Estado judío y democrático a la luz del sueño sionista expresado en la Declaración de Independencia" y aboga por  "establecer y redefinir las prioridades nacionales en las áreas de educación, desarrollo de infraestructuras nacionales, agricultura, legislación, seguridad interna, bienestar social, paz y seguridad"

## Resultados electorales

### Knéset
| Año       | Líder       | Votos                                 | %                                     | Resultado | +/-         | Gobierno               |
| --------- | ----------- | ------------------------------------- | ------------------------------------- | --------- | ----------- | ---------------------- |
| Abr.-2019 | Benny Gantz | Parte de Kajol Lavan                  | Parte de Kajol Lavan                  | 15/120    |             | Elecciones anticipadas |
| Sep.-2019 | Benny Gantz | Parte de Kajol Lavan                  | Parte de Kajol Lavan                  | 15/120    | Sin cambios | Elecciones anticipadas |
| 2020      | Benny Gantz | Parte de Kajol Lavan                  | Parte de Kajol Lavan                  | 15/120    | Sin cambios | Coalición              |
| 2021      | Benny Gantz | 292.257 (#4)                          | 6,63                                  | 8/120     | 7           | Coalición              |
| 2022      | Benny Gantz | Parte de Partido de la Unión Nacional | Parte de Partido de la Unión Nacional | 6/120     | 2           | Oposición              |